# 데이터 무결성
데이터 무결성(영어: data integrity)은 데이터가 검색, 처리, 저장되는 모든 과정에서 변경되거나 
손상되지 않도록 보장하는 특성이다. 컴퓨팅 분야에서 완전한 수명 주기를 거치며 데이터의 정확성과 일관성, 유효성을 유지하고 보증하는 것을 가리키며 데이터베이스나 RDBMS 시스템의 중요한 기능이다.

## 무결성 제한의 유형
데이터 무결성은 일반적으로 일련의 무결성 제한이나 규칙에 의해 데이터베이스 시스템이 강제한다. 이러한 종류들의 무결성 제한들은 관계형 데이터 모델의 기본 기능의 일부로 볼 수 있다.
유형 : 개체 무결성, 참조 무결성, 범위 무결성
- 개체 무결성(Entity integrity)은 고유 키(유일 키)의 개념과 관련된다. 개체 무결성은 모든 테이블이 기본 키(primary key)를 가져야 하며 기본 키로 선택된 열은 고유하여야 하며 빈 값은 허용치 않음을 규정한다.
- 참조 무결성(Referential integrity)은 외래 키(외부 키)의 개념과 관련된다. 참조 무결성 규칙은 모든 외래 키 값은 두 가지 상태 가운데 하나에만 속함을 규정한다. 일반적인 상태는 외래 키 값이 데이터베이스의 특정 테이블의 기본 키 값을 참조하는 것이다. 이따금 이는 비즈니스의 규칙에 따라 달라질 수 있으며 외래 키 값은 빈 값을 허용한다.
- 범위 무결성(Domain integrity)은 정의된 범위에서 관계형 데이터베이스의 모든 열이 선언되도록 규정한다.

## 추가 문헌
- 의약품 제조에 있어서의 데이터 무결성 (GMP)

## 같이 보기
- 메시지 인증